# Centropogon coccineus
Centropogon coccineus är en klockväxtart som först beskrevs av William Jackson Hooker, och fick sitt nu gällande namn av Eduard August von Regel och Benjamin Daydon Jackson. Centropogon coccineus ingår i släktet Centropogon och familjen klockväxter. Inga underarter finns listade i Catalogue of Life.

## Bildgalleri

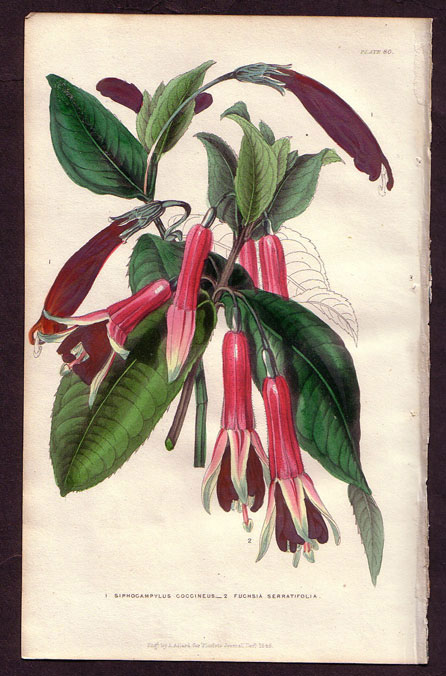